# 関東工業自動車大学校
関東工業自動車大学校（かんとうこうぎょうじどうしゃだいがっこう）は、埼玉県鴻巣市にある、自動車に関する専修学校。国土交通大臣指定自動車整備士養成校。設置者は学校法人正興学園。通称は関東工大、KANTO。

## 所在地
- 埼玉県鴻巣市糠田2618-8

## 設置学科
- 一級自動車整備科
- 二級自動車整備科
- 国際サービスエンジニア科
- 車体整備科

## 取得できる主な資格
- 一級自動車整備士[1]
- 二級二輪自動車整備士[1]
- 二級ガソリン自動車整備士[1]
- 二級ジーゼル自動車整備士[1]
- 自動車車体整備士[1]

## 特別講師
レーシングドライバーやモータージャーナリストなど、自動車業界で活躍しているプロを特別講師陣として擁し、特別授業や交流イベントなどを開催している。
- 吉村平次郎（元本田技研工業テストライダー、エンジニア、HRC総監督。RC211VやCBX1000などの開発を担当）
- 川畑真人（ドリフト競技選手。2007年、2013年、2015年のD1グランプリシリーズチャンピオン）
- 藤野秀之（ドリフト競技選手。2017年、2023年のD1グランプリシリーズチャンピオン）
- 白坂卓也（レーシングドライバー。SUPER GTやスーパー耐久などで活躍）
- 岡崎静夏（モーターサイクル・ロードレースレーサー。全日本ロードレース選手権などで活躍）
- 今村隆弘（ドリフト競技選手。大学公認の部活動である「ドリフト部」の顧問も務める）
- 小口泰平（芝浦工業大学名誉学長、国際交通安全学会会長、日本自動車殿堂会長。ホンダと4WSの共同開発を行った）
- 瀬在仁志（モータージャーナリスト）
- 中村水穂（元レースクイーン。現在はイベントや式典のMCとして活動）
- こんのわこ（フラワーデザイナー）